# George W. P. Hunt

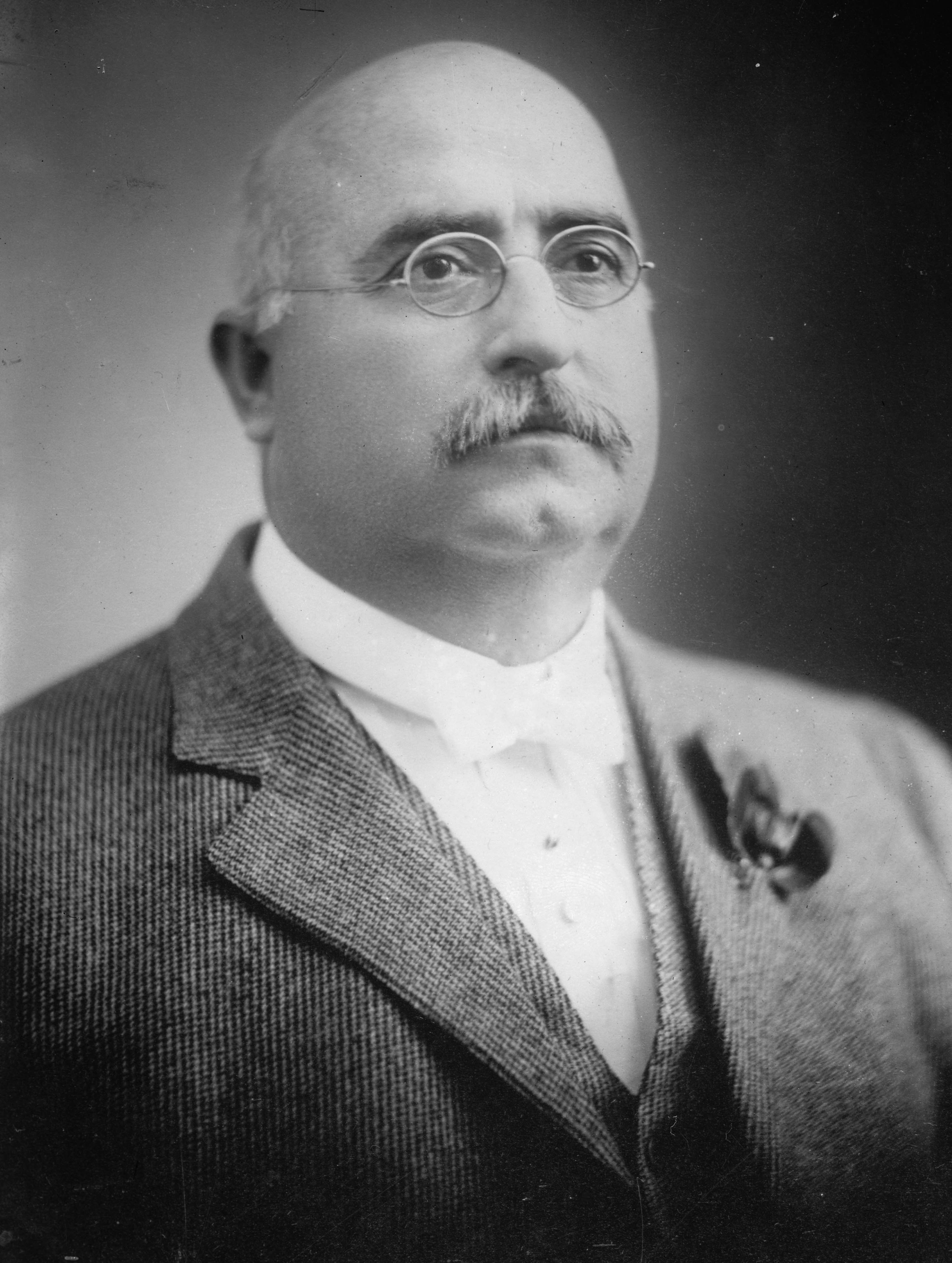
George W. P. Hunt

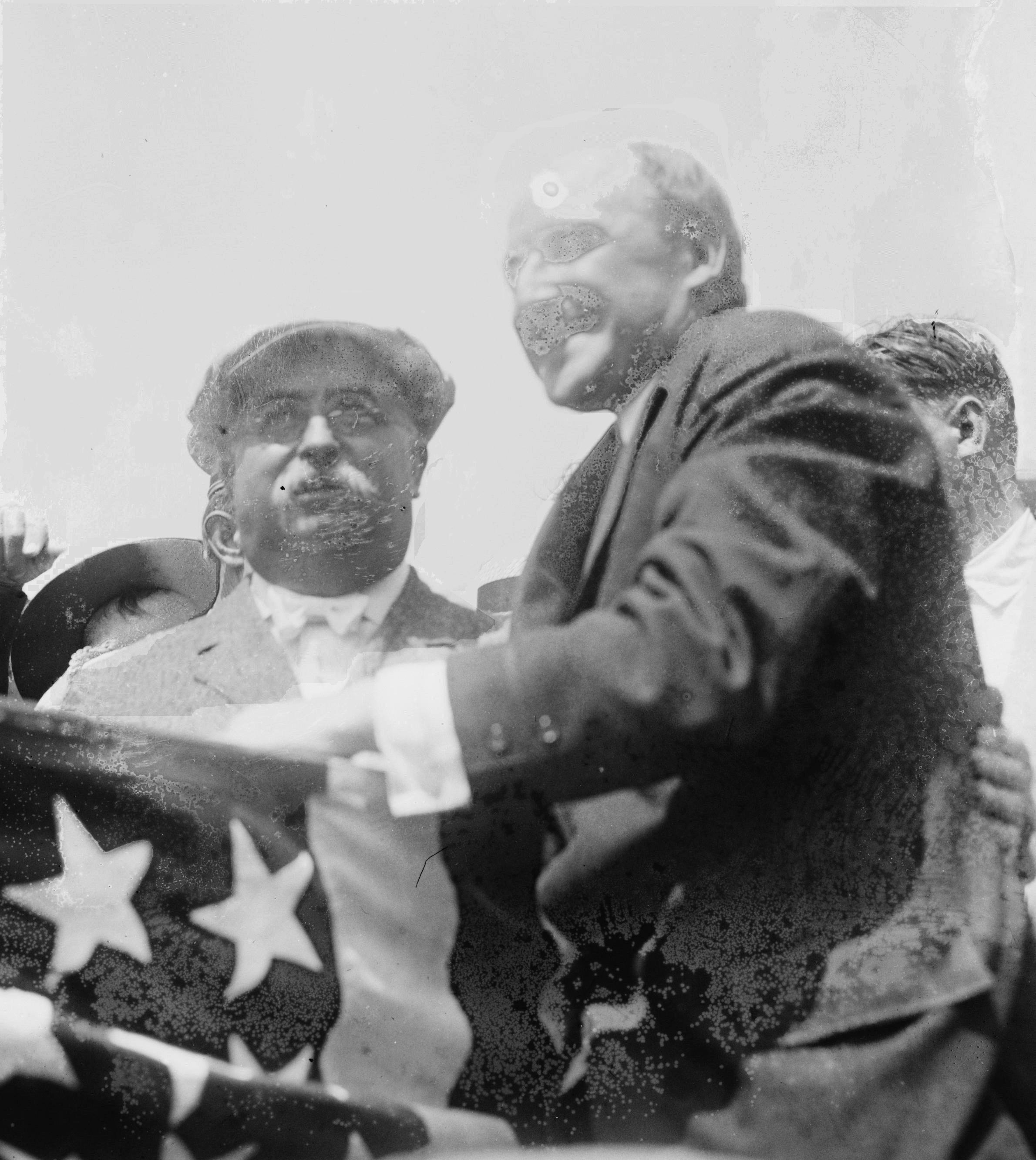
Gouverneur Hunt (links) beim Stapellauf der Arizona.

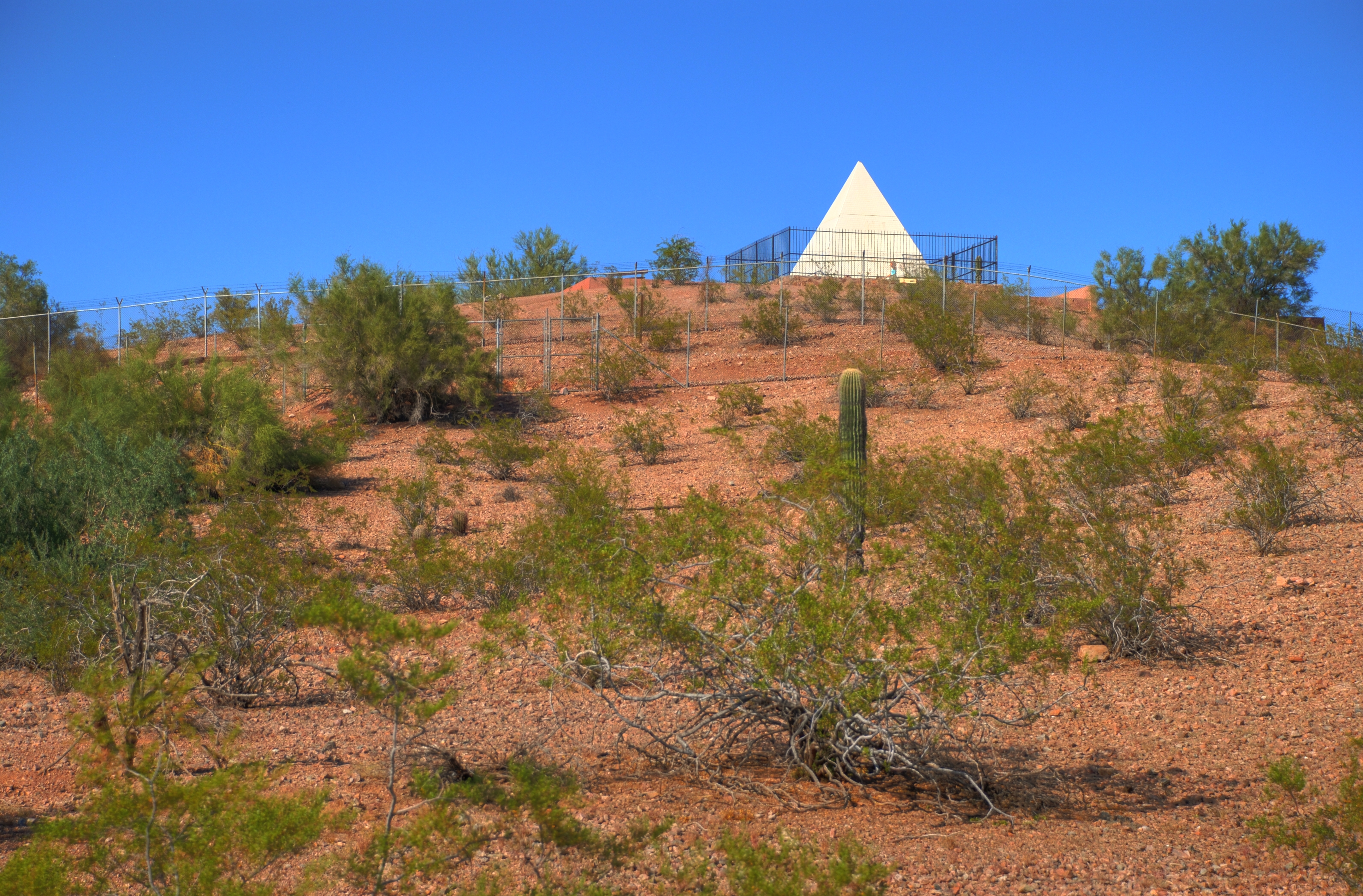
Das Grab von George Hunt und seiner Frau Helen; die weiße Pyramide im Papago Park Friedhof

George Wylley Paul Hunt (* 1. November 1859 in Huntsville, Randolph County, Missouri; † 24. Dezember 1934 in Phoenix, Arizona) war der erste Gouverneur des US-Bundesstaates Arizona. Er gehörte der Demokratischen Partei an.

## Werdegang
George Hunt besuchte nur acht Jahre lang die Schule. In dieser Zeit ging er auf eine öffentliche und eine Privatschule. Hunt zog nach Arizona, um dort Gold zu suchen, aber stattdessen ging er in die Politik. Er arbeitete ab 1890 für die Old Dominion Commercial Company, von der er später der Secretary und der Präsident wurde. 1904 wurde er zum ersten Bürgermeister von Globe gewählt. Hunt war zwischen 1892 und 1894 Mitglied der Legislative im Arizona-Territorium und in den Jahren 1896, 1898, 1904, 1906 und 1908 im Arizona Territorial Council tätig, dessen Präsident er 1905 und 1909 war. Ferner war er 1900 auch ein Delegierter zur Democratic National Convention und hatte 1910 den Vorsitz über den Verfassungskonvent von Arizona inne, der letztendlich zur Eigenstaatlichkeit führte.
Hunt wurde am 24. Oktober 1911 der erste Gouverneur des Bundesstaates Arizona. Er wurde sechs Mal wiedergewählt. 1916 wurde der Republikaner Thomas Edward Campbell zum Sieger erklärt und hielt das Amt beinahe ein Jahr lang, bevor der Arizona Supreme Court entschied, dass Hunt der eigentliche Sieger der Wahl war. Während seiner sieben Amtszeiten wurde ein Pensionsplan für Lehrer, die 25 Jahre im Dienst waren, verabschiedet, das State Bureau of Mines wurde eröffnet und die Legislative verabschiedete ein Prohibitionsgesetz. Die State Law Library und das Bureau of Statistics wurden gegründet, und Programme zu Pflasterung und Erweiterung des Highway-Systems unter Zuhilfenahme verurteilter Sträflinge wurden initiiert. Zwischen zwei Amtszeiten übte Hunt in den Jahren 1920 und 1921 als Nachfolger von George Pratt Ingersoll das Amt des US-Botschafters in Thailand aus.
Auf Grund seines vorangeschrittenen Alters und Kosten seiner Gönnerschaft in der eben gegründeten Highway Patrol zog sich Hunt aus dem öffentlichen Leben zurück und verließ sein Amt am 2. Januar 1933. Hunt verstarb am 24. Dezember 1934 in seinem Haus in Phoenix und wurde auf dem Papago Park Cemetery beigesetzt.

## Familie
George Hunt heiratete am 24. Februar 1904 in Holbrook Helen Duett Ellison. Das Paar hatte eine einzige Tochter mit Namen Virginia.